# Альфонсо Энрикес, граф Хихон и Норенья
Альфо́нсо Энри́кес Касти́льский (исп. Alfonso Enríquez de Castilla; 1355, Хихон, Кастилия — около 1400, Маран, Франция, или Португалия), также Афо́нсу Энри́кеш, граф де Жижо́н и Норо́нья (порт. Afonso Henriques, conde de Gijón e Noronha) — кастильский аристократ, 1-й граф де Хихон и Норенья (1372—1383, 1390—1394), старший внебрачный сын короля Кастилии Энрике II (из династии Трастамара) и Эльвиры Иньигес. Будучи одним из самых могущественных феодалов в Астурии, где владел многими землями, он попытался провозгласить независимость этого региона от власти своего сводного брата, короля Кастилии Хуана I, а затем от своего племянника, короля Энрике III.
В Португалии Афонсу Энрикеш, граф де Жижон и Норонья, и его жена Изабелла Португальская, внебрачная дочь короля Фернанду I, являются родоначальниками семейства Норонья.

## Ранние годы
Родился в Хихоне в 1355 году. В юности Альфонсо рос рядом с отцом. За год до своего вступления на кастильский престол Энрике II пожаловал своему бастарду Альфонсо титул сеньора де Норенья, и в этом качестве он упоминается, когда подтверждал хартию в ноябре 1368 года. Он был посвящен в рыцари своим отцом в Сантьяго-де-Компостела весной 1372 года, и, вероятно, именно в это время он получил титулы графа Норенья и Хихон. Он также получил имущество, которое его отец унаследовал от своего крестного отца и наставника Родриго Альвареса де лас Астуриас (1260—1333) в Леоне. В Астурии ему принадлежали стратегические графства Норенья и Хихон, а также сеньории Рибадеселья, Вильявисьоса, Нава, Лавиана, Кудильеро, Луарка и Правия. В Леоне он также владел двумя Бабиями и Аргуэльосом, обеими территориями на границе с Астурией, благодаря чему он мог перемещаться из одного региона в другой, не покидая своих владений.
Его первый военный опыт был во время Второй Фернандинской войны в 1372—1373 годах, когда ему удалось подавить восстания в Виана-дель-Больо и Кашкайше. Война завершилась подписанием Сантаренского договора 19 марта 1373 года. Одним из условий договора был брак Альфонсо Энрикеса с Изабеллой Португальской, внебрачной дочерью короля Фернанду I, которой в то время было около девяти лет.

## Восстания против своего брата Хуана I и племянника Энрике III
Отец Альфонсо, король Энрике II, скончался в мае 1379 года, и ему наследовал его первенец, который правил как Хуан I Кастильский. Весной 1381 года король Хуан I готовился к войне с Португалией. Его сводный брат Альфонсо Энрикес, зная, что все солдаты из Астурии находятся далеко отсюда, предложил Англии, союзнице Португалии, город-порт Хихон. Узнав об этом, король Хуан I заключил своего брата в тюрьму и конфисковал его имущество. Альфонсо Энрикес смог вернуть себе свои земли в Астурии и Леоне, включая графство Норенья, только благодаря вмешательству епископа Овьедо Гутьерре де Толедо и после того, как принес оммаж своему брату в кафедральном соборе Овьедо
.
Однако Граф Норенья подготовил новое восстание. Его брат, король Кастилии Хуан I, поручил ему дипломатическую миссию для переговоров с Португалией, и в начале 1382 года Альфонсо, с разрешения своего брата, отправился в Брагансу, но вместо того, чтобы защищать Кастилию, он скрыл свои намерения и попытался заручиться поддержкой Англии для Португалии. Кастильский монарх в отместку конфисковал имущество Альфонсо в Астурии и Леоне.
В 1383 году кастильский король Хуан I узнал, что его сводный брат Альфонсо Энрикес заключил новые соглашения с королем Португалии. Король поспешил в Астурию и подчинил себе весь регион, за исключением портового города Хихон, где его мятежный брат искал убежища. В конце концов король простил своего брата 18 июля 1383 года, заключив его в тюрьму в Ла-Пуэбла-де-Монтальбан под стражу Педро Тенорио, архиепископа Толедского.
В сентябре того же 1383 года, после суда в Сеговии, кастильский король Хуан I передал все владения графа Альфонсо в Астурии в дар Гутьерре де Толедо, епископу Овьедо, включая графство Норенья. В качестве компенсации король Хуан I даровал Альфонсо титул графа Валенсия-де-Дон-Хуан, территорию, которая была более доступной и контролируемой. Король также пожаловал своему старшему сыну Энрике титул принца Астурийского, со всеми его сеньориями, тем самым связав эту труднодоступную территорию — идеальное место для заговоров и восстаний из — за ее изолированности и местности — с кастильской короной.
Вскоре после этого, после смерти короля Португалии Фернанду I в октябре 1383 года, король Кастилии Хуан I решил заключить Альфонсо в тюрьму в замке Альмонасид, поскольку, женившись на дочери покойного короля, пусть и незаконнорожденной, Альфонсо был соперником и мог подорвать его права на корону Португалии как мужа Беатрис, дочери покойного короля и Леонор Теллеш. В июле 1386 года кастильский король Хуан I конфисковал все имущество своего сводного брата Альфонсо. Его заключение длилось восемь лет, и только после смерти короля Хуана I в 1390 году Альфонсо смог вернуть себе свободу и свои владения. Альфонсо Энрикес попытался добиться своего включения в состав регентского совета при племяннике и юном королем Кастилии Энрике III, но столкнулся с сопротивлением кастильских феодалов. Альфонсо Энрикесс вместе со своим братом Фадрике, герцогом де Бенавенте, кузеном Педро Энрикесом Кастильским, графом де Трастамара, и королевой Леонор Наваррской создать коалицию для захвата власти в Кастилии. Но вскоре это альянс распался, и Альфонсо Энрикес оказался один перед королем.
Во время правления своего племянника, короля Кастилии Энрике III, Альфонсо Энрикес продолжал восставать против короны. В августе 1394 года король Энрике III осадил город-порт Хихон. С моря город блокировал кастильский флот. Осада Хихона затянулась на длительное время. С наступлением зимы Альфонсо Энрикес и король решили заключить перемирие на шесть месяцев и вынести свои разногласия на третейский суд короля Франции Карла VI Валуа. Воспользовавшись этим перемирием Альфонсо отправился в Париж на переговоры с королем Франции, а когда переговоры не дали результатов он отправился в Аквитанию, чтобы попросить помощи у англичан и навербовать наёмников. В июле 1395 года кастильский король Энрике III продолжил осаду Хихона, обороной которого руководила Изабелла Португальская, жена Альфонсо. Большее месяца защитники отбивали штурмы, несмотря на применение врагом артиллерии, не дождавшись помощи от супруга, Изабелла, выговорив себе сохранение жизни, сдала город королю. Кастильский король вернул ее сына Энрике, который был заложником, и приказал ей покинуть королевство и присоединиться к своему мужу, графу Альфонсо, который в то время находился во Франции.

## Последние годы
О последних годах его жизни известно немногое, кроме того, что Альфонсо Энрикес был взят в плен по приказу короля в Сен-Жан-де-Люз, но вскоре освобожден. Ходили слухи, что в 1397 году он участвовал в заговоре с королем Португалии против Энрике III, хотя это никогда не было доказано. Он умер около 1400 года , вероятно, в Португалии или в Маране. Его вдова Изабелла, не имея средств для содержания многочисленного семейства, вернулась с детьми в Португалию и просила короля Жуана I принять на себя заботу о её отпрысках.

## Брак и дети
При переводе источников на португальском языке имя может передаваться как Афонсу Энрикеш, граф де Жижон и Норонья. Его брак с Изабеллой Португальской был одним из условий Сантаренского договора. При его подписании Изабелле (1364—1435), внебрачной дочери короля Фернанду I, было около девяти лет в 1373 году, а дону Альфонсо — 18. Брак скрепляся для укрепления мира враждовавших государств и не имел целью заботу о счастливом будущем отпрысков монархов. Помолвка была отпразднована через месяц в Сантарене. Недовольный этим соглашением, Альфонсо бежал в Авиньон, чтобы попытаться убедить папу римского Григория XI ходатайствовать за него и отменить свадьбу. Однако ему пришлось отказаться, когда его отец-король пригрозил конфисковать все его имущество. Брак, наконец, состоялся в 1377 году. Хотя Альфонсо получил развод после смерти своего отца, к тому времени он потерял значение, так как в браке родилось шестеро детей, переехавших вместе с матерью в Португалию:
- Педру де Норонья[порт.] (1379 — 20 августа 1452)[15][16], архиепископ Лиссабона (1424—1452), отец Жуана, Педру и Фернанду де Норонья. От него произошли маркизы де Анжежа (Marqueses de Angeja; 1714), граф де Карвальяйш (Conde de Carvalhais) и семейство Нороньяш Рибейруш Суареш (Noronhas Ribeiros Soares)[17].
- Фернанду де Норонья, 2-й граф де Вила Реал[порт.] (ок. 1380 — 2/3 июня 1445), 2-й граф де Вила Реал от брака с Беатриш де Менезеш (1434), 2-й графиней де Вила Реал, дочерью и наследницей Педру де Менезеша[17][18]. Потомки этого брака впоследствии получили титулы маркизов де Вила Реал (1489); герцогов де Вила Реал (1585), герцогов де Каминья (Duques de Caminha; 1620); графов де Линьяреш (Condes de Linhares, antigos; 1525), графов де Валадареш (Condes de Valadares; 1703), графов де Парати (Condes de Paraty; 1813)[17].
- Саншу де Норонья, 1-й граф де Одемира[порт.] (ок. 1390 — 6 мая 1471), 1-й граф де Одемира[15][17], сеньор де Вимейру, Мортагуа, Авейру и других территорий, женат на Месии де Соуза.
- Энрике де Норонья, капитан Сеуты, не оставил мужского потомства[17].
- Жуан де Норонья[17], участник осады Балагера и был посвящён в рыцари инфантом Дуарте при осаде Сеуты, где был ранен. Вскоре после этого он умер от ран, не оставив потомства.
- Констанция де Норонья (1395—1480), с 1420 года вторая жена Афонсу, герцога Браганса (1377—1461)[17].

Также у Альфонсо Энрикеса было четверо внебрачных детей:
- Хуана Энрикес, также известная как Хуана де Лоденья или Лидуэна, настоятельница монастыря Святой Клары в Толедо[19].
- Хуан Энрикес де Норонья (род. 1390), женат на Беатриш, сеньоре де Мирабель.
- Беатрис де Норонья (род. 1395), муж — Руй Ваш Перейра[20].
- Диего Энрикес де Норонья, женат на Марии Беатрис де Гусман, дочери (возможно, незаконнорожденной) Энрике Переса де Гусмана, 2-го графа де Ньебла.